# Paula Fábrio
Paula Fábrio (São Paulo, 1970) é uma escritora brasileira. 
Formou-se em Comunicação Social pela Faap e é doutora e mestre em literatura pela Universidade de São Paulo (USP). Ganhou o Prêmio São Paulo de Literatura de 2013 na categoria autor estreante com mais de 40 anos, com seu romance Desnorteio . Em 2015, publicou seu segundo romance, Um Dia Toparei Comigo, pela editora Foz,;o livro foi finalista do Prêmio São Paulo de Literatura no ano seguinte. Sua primeira história juvenil, No Corredor dos cobogós, saiu pela SM Edições, na coleção Barco a vapor, em 2019, e ganhou o Prêmio de melhor livro Jovem da FNLIJ (Fundação Nacional do Livro Infantil e Juvenil). A autora também recebeu o Prêmio Escritora Revelação da FNLIJ.

## Obras
- 2012 - Desnorteio (Ed. Patuá)
- 2015 - Um Dia Toparei Comigo (Foz)
- 2019 - No corredor dos cobogós (SM Edições)